# 1265
- Wikisource

| Calendário gregoriano                                                        | 1265 MCCLXV                                          |
| Ab urbe condita                                                              | 2018                                                 |
| Calendário arménio                                                           | 714 – 715                                            |
| Calendário bahá'í                                                            | -579 – -578                                          |
| Calendário budista                                                           | 1809                                                 |
| Calendário chinês                                                            | 3961 – 3962 Início a 19 de janeiro (aproximadamente) |
| Calendário copta                                                             | 981 – 982                                            |
| Calendário etíope                                                            | 1257 – 1258                                          |
| Calendários hindus - Vikram Samvat - Calendário nacional indiano - Cáli Iuga | 1320 – 1321 1186 – 1187 4365 – 4366                  |
| Calendário Holoceno                                                          | 11265                                                |
| Calendário islâmico                                                          | 663 – 664                                            |
| Calendário judaico                                                           | 5025 – 5026                                          |
| Calendário persa                                                             | 643 – 644                                            |
| Calendário rúnico                                                            | 1515                                                 |
| Calendário solar tailandês                                                   | 1808                                                 |

1265 (MCCLXV, na numeração romana) foi um ano comum do século XIII do Calendário Juliano, da Era de Cristo, e a sua letra dominical foi D (53 semanas), teve início a uma quinta-feira e terminou também a uma quinta-feira.
No reino de Portugal estava em vigor a Era de César que já contava 1303 anos.
| Ano completo                        |
| ----------------------------------- |
| Ano comum com início à quinta-feira |

## Eventos
- 20 de janeiro - Em Westminster, o primeiro parlamento inglês realiza sua primeira reunião.
- 4 de agosto - Batalha de Evesham.
- Auxílio de D. Afonso III ao rei de Castela, na revolta mudéjar.
- O fogo destrói partes do Cairo Antigo.
- A cerveja tcheca produzida em Ceske Budejovice começa a ser chamada de Budweiser.
- Raide mongol contra a Trácia, liderado por Nogai. O Imperador bizantino Miguel VIII Paleólogo oferece sua filha ilegítima Euphrosyne em casamento à Nogai.

## Nascimentos
- 30 de Maio - Dante Alighieri, poeta e literato italiano.
- Afonso III de Aragão.
- Estêvão Pérez de Ávila, detentor do Senhorio de Villafranca.

## Mortes
- 8 de fevereiro - Hulagu Cã, rei mongol (m. 1217).
- São Bonifácio, bispo de Lausana, (n. 1188).
- Simão de Montfort, general baronês, (n.

1208).
- Pedro de Montfort, general baronês e aliado de Simão.